# Gammelfäbodarna
Gammelfäbodarna är en småort i Ockelbo socken i  Ockelbo kommun, Gävleborgs län.
Testeboån passerar strax norr om byn med en lång fors. Det finns sjöar både uppströms och nedströms forsen. Byn ligger på norra sidan av Rönnåsen och det finns skogsväg så att man kan nå slalombacken vid Rönnåsstugan.

## Samhället
Gammelfäbodarna är en by med ca 95 hus varav ca 35 bofasta och övriga fritidshus. Det finns (2011) ett tiotal obebyggda tomter. 
Det finns en badsjö, damm med inplanterad ädelfisk, festplats med dansbana och boulebana.  Gammelfäbodarnas Tomtägarförening administrerar området.